# Gary A. Rizzo
Pour les articles homonymes, voir Rizzo.
Gary A. Rizzo (CAS) est un mixeur américain né le 31 janvier 1972  dans le New Jersey, ayant remporté en 2011 l'Oscar du meilleur mixage de son pour le film Inception.

## Biographie
Gary Rizzo fait ses études au Full Sail Center for the Recording Arts, dont il sort diplômé en 1993. Il est engagé chez Skywalker Sound en 1995.

## Filmographie (sélection)
- 1995 : Toy Story de John Lasseter
- 1996 : Roméo + Juliette (William Shakespeare's Romeo + Juliet) de Baz Luhrmann
- 1997 : Titanic de James Cameron
- 1997 : The Game de David Fincher
- 1997 : Contact de Robert Zemeckis
- 1997 : Le Monde perdu : Jurassic Park (The Lost World: Jurassic Park) de Steven Spielberg
- 1998 : 1 001 Pattes (A Bug's Life) de John Lasseter et Andrew Stanton
- 1998 : Studio 54 (54) de Mark Christopher
- 1998 : Armageddon de Michael Bay
- 1998 : De grandes espérances (Great Expectations) d'Alfonso Cuarón
- 1999 : Le Talentueux Mr. Ripley (The Talented Mr. Ripley) d'Anthony Minghella
- 1999 : Dogma de Kevin Smith
- 2000 : La Légende de Bagger Vance (The Legend of Bagger Vance) de Robert Redford
- 2000 : Fréquence interdite (Frequency) de Gregory Hoblit
- 2001 : La Chute du faucon noir (Black Hawk Down) de Ridley Scott
- 2002 : Star Wars, épisode II : L'Attaque des clones (Star Wars: Episode II – Attack of the Clones) de George Lucas
- 2004 : Les Indestructibles (The Incredibles) de Brad Bird
- 2005 : Munich de Steven Spielberg
- 2005 : Batman Begins de Christopher Nolan
- 2006 : Cendrillon et le Prince (pas trop) charmant (Happily N'Ever After) de Paul J. Bolger
- 2006 : Nos voisins, les hommes (Over the Hedge) de Tim Johnson et Karey Kirkpatrick
- 2007 : La Légende de Beowulf (Beowulf) de Robert Zemeckis
- 2008 : The Dark Knight : Le Chevalier noir (The Dark Knight) de Christopher Nolan
- 2010 : Tron : L'Héritage (Tron: Legacy) de Joseph Kosinski
- 2010 : Inception de Christopher Nolan
- 2010 : Dragons (How to Train Your Dragon) de Dean DeBlois et Chris Sanders
- 2011 : Rio de Carlos Saldanha
- 2012 : The Dark Knight Rises de Christopher Nolan
- 2012 : Le Lorax (Dr. Seuss' The Lorax) de Chris Renaud et Kyle Balda
- 2013 : Thor : Le Monde des ténèbres (Thor: The Dark World) d'Alan Taylor
- 2013 : Moi, moche et méchant 2 (Despicable Me 2) de Pierre Coffin et Chris Renaud
- 2013 : Oblivion de Joseph Kosinski
- 2014 : Interstellar de Christopher Nolan
- 2015 : Les Minions (Minions) de Kyle Balda et Pierre Coffin
- 2016 : Suicide Squad de David Ayer
- 2016 : Comme des bêtes (The Secret Life of Pets) de Chris Renaud et Yarrow Cheney
- 2016 : Divergente 3 : Au-delà du mur (The Divergent Series: Allegiant) de Robert Schwentke

## Distinctions

### Récompenses
- Oscars 2011 : meilleur mixage de son pour Inception
- BAFTA 2011 : meilleur son pour Inception

### Nominations
- Oscar du meilleur mixage de son
  - en 2005 pour Les Indestructibles
  - en 2009 pour The Dark Knight : Le Chevalier noir
  - en 2015 pour Interstellar
  - en 2024 pour Oppenheimer

- British Academy Film Award du meilleur son
  - en 2009 pour The Dark Knight : Le Chevalier noir